# Raymond A. King
Raymond A. King (* um 1940) ist ein US-amerikanischer Jazzpianist, der als „Musician’s musician“ in der Jazzszene Philadelphias gilt.
King, Sohn des Pianisten Raymond King (der u. a. in Philadelphia 1948/49 mit dem R&B-Musiker Jimmy Preston & His Prestonians spielte), begann als Autodidakt Klavier zu spielen und arbeitete ab den 1960er-Jahren im Umfeld der Underground Musicians and Artists Association (UGMAA) in Los Angeles. Dort spielte er u. a. mit Horace Tapscott und dem Pan Afrikan Peoples Arkestra, Arthur Blythe, Butch Morris, Lester Robertson und Fred Ho. In den 1980er-Jahren leitete er mit dem Saxophonisten Sabir Mateen eine Band namens True Guidance. 2006 bzw. 2007 wirkte er schließlich bei Mateens Alben Other Places Other Spaces (Nu Bop) und The Sabir Mateen Jubilee Ensemble (Not Two Records) mit.
Weiterhin trat King mit einem eigenen Quartett in Philadelphia auf, u. a. 2017 mit Bert Harris (Bass), Terry Lawson (Tenorsaxophon) und Lamar Prince (Schlagzeug) im Rahmen des Phila Jazz Project mit einer Thelonious Monk Hommage unter dem Titel When Monk Feel Down, Who Stood Up?. Der Auftritt wurden vom lokalen Sender PhilCam TV übertragen. 2016 wurde sein Solokonzert Live At Jacobs Music 2013 veröffentlicht. King spielte in der Tradition des Avantgarde Jazz, mit Bezügen zu Swing und Bebop.
King war auch als Bildender Künstler und Pädagoge in seiner Heimatstadt aktiv. Zuletzt lebte er im Philadelphiaer Stadtteil Tioga/Nicetown.